# Interleuchina 26
L'interleuchina 26 (o IL-26) è una citochina facente parte del gruppo delle interleuchine; essa è una proteina codificata dal gene omonimo, localizzato negli umani sul braccio corto del cromosoma 12. La lunghezza della catena polipeptidica, che presenta somiglianze con quella costituente l'interleuchina 10, è di 171 aminoacidi e il peso molecolare è di 19 843 Dalton. La secrezione dell'interleuchina 26 avviene verso l'esterno delle cellule che la producono.